# Тјачево
Тјачево (укр. Тячів, пољ. Tiacziw) град је Украјини у Закарпатској области и административни центар је тјачевског рејона. Поред града иде река Тиса (граница Румунија-Украјина).

## Географија и историја
Град је као велики део Закарпатије имао различите народности са разним религијама, од већинских Русина до Мађара, Јевреја, Румуна, Немца, Чеха и Словака. Тјачево је од некад био, као град на реки Тиси, граница између Словенске Закарпатије и (политички) румуњског Марамуреша. Географски, Тјачево спада под закарпатски Марамуреш.
Године 1329, угарски краљ Карло Роберт насељу подели градске привилиегије, заједно са насељем Хуст. 1780. град добија католичку цркву, 1852. град добија гркокатоличку цркву. У граду су и синагога (која не ради), протестантска црква , православни храм и црква адвентиста. У протестантској цркви се налазила и богата библиотека Марамуреша, све до 1944.

## Клима
Тјачево има умереноконтиненталну климу (Кепенова класификација климе: Dfb).
| Клима Тјачево              | Клима Тјачево | Клима Тјачево | Клима Тјачево | Клима Тјачево | Клима Тјачево | Клима Тјачево | Клима Тјачево | Клима Тјачево | Клима Тјачево | Клима Тјачево | Клима Тјачево | Клима Тјачево | Клима Тјачево |
| Показатељ \ Месец          | .Јан.         | .Феб.         | .Мар.         | .Апр.         | .Мај.         | .Јун.         | .Јул.         | .Авг.         | .Сеп.         | .Окт.         | .Нов.         | .Дец.         | .Год.         |
| -------------------------- | ------------- | ------------- | ------------- | ------------- | ------------- | ------------- | ------------- | ------------- | ------------- | ------------- | ------------- | ------------- | ------------- |
| Просек, °C (°F)            | −3,1 (26,4)   | −0,8 (30,6)   | 4,2 (39,6)    | 10,0 (50)     | 14,9 (58,8)   | 17,8 (64)     | 19,3 (66,7)   | 18,9 (66)     | 15,2 (59,4)   | 9,8 (49,6)    | 4,1 (39,4)    | −0,4 (31,3)   | 9,2 (48,6)    |
| Количина падавина, mm (in) | 51 (2,01)     | 45 (1,77)     | 44 (1,73)     | 54 (2,13)     | 77 (3,03)     | 99 (3,9)      | 84 (3,31)     | 75 (2,95)     | 48 (1,89)     | 45 (1,77)     | 55 (2,17)     | 68 (2,68)     | 745 (29,34)   |
| Извор: Climate-Data.org    |               |               |               |               |               |               |               |               |               |               |               |               |               |

## Градови побратими
- Харков, Украјина
- Нађкало, Мађарска
- Јасберењ, Мађарска
- Казинцбарцика, Мађарска

## Познати грађани
- Ђоел Лебовиц, амерички математичар и физичар

- протестантска црква